# Conduite motrice
La conduite motrice renvoie à l’ensemble des manifestations  patentes du comportement (activité du sujet). C’est le comportement moteur porteur de signification. Elle n'est donc pas directement observable, compte tenu de la subjectivité qu'elle engage :
"La conduite, « organisation signifiante du comportement moteur », lui-même «ensemble des manifestations motrices observables d'un individu agissant » correspond à l'intégration par le sujet de données subjectives, objectives et informationnelles. Elle correspond explicitement à la subjectivité du sujet agissant." (Lionel Charles dans Le lexique commenté de Pierre Parlebas, revue EPS n°171) 

Cette expression de « conduite motrice » est associée aux travaux de Pierre Parlebas, chercheur français en STAPS. Il définit l’EPS (discipline scolaire) comme  la « pédagogie des conduites motrices ».  Cet auteur dépasse la notion de mouvement car pour lui il faut le replacer dans une signification.
Exemple : la danse contemporaine constitue un mode original d’expression de la motricité humaine, un mode original de communication avec les autres, un mode de sensibilité personnelle et collective, un mode d’intelligence et un mode fantasmé dans le rapport à de nombreux concepts physiques et sociaux (beauté, évasion, liberté, mort…).

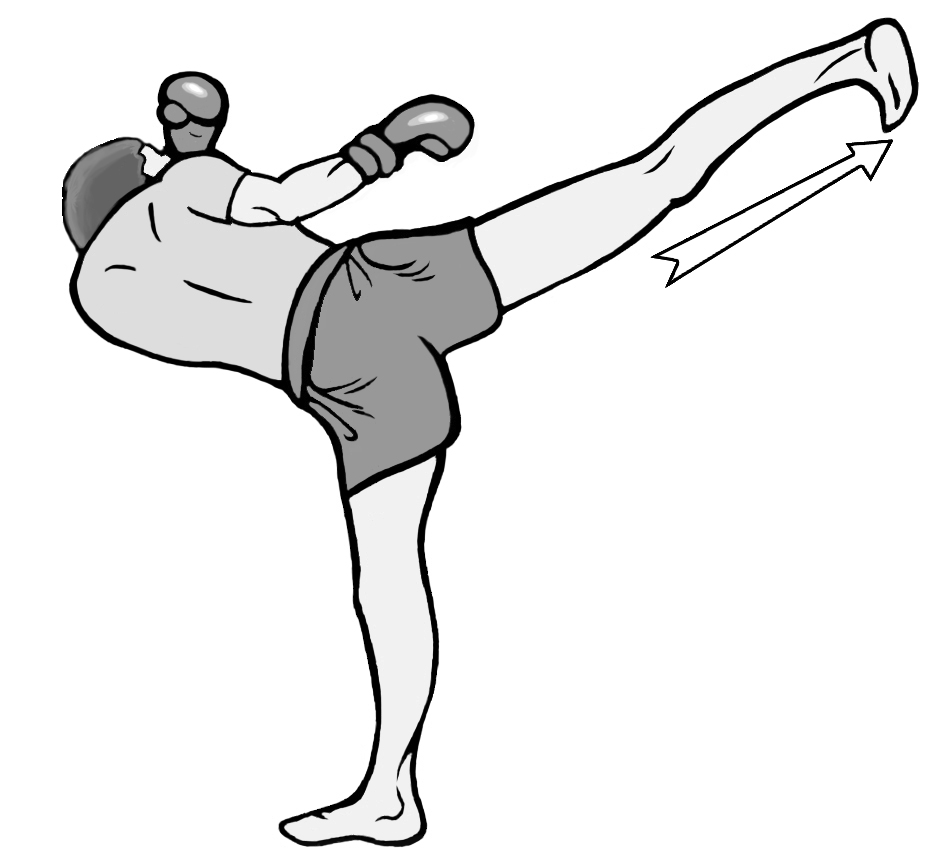
Coup de pied arrière en aéro-kick et  en musical forms (karaté artistique)
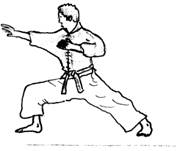
Technique martiale en compétition de formes

## Sources
- Parlebas, P., Lexique commenté en sciences de l’action motrice, INSEP, Paris, 1981

Charles, L., Le lexique commenté de Pierre Parlebas, Revue EPS, n°171, 1981